# Phoenix rupicola
Phoenix rupícola (rupicola - Latín, habitante de las rocas) o palmera datilera de los acantilados es una especie de planta con flores de la familia de las palmeras, nativa de las montañas selváticas de India y Bután desde los 300 a los 1.200 m s. n. m., generalmente se da en los acantilados, laderas de los cerros y terrenos similares.  Está amenazada por la pérdida de habitat en su área de distribución nativa. Por otro lado, la especie se ha naturalizado en las Islas Andaman, las Islas de Sotavento, Cuba y Puerto Rico

## Descripción
Es una palmera que suele crecer hasta los 8 m de altura, su tronco tiene un diámetro aproximado de 20 cm y suele estar libre de restos de hojas, excepto en la base de la corona
Las hojas miden entre 2,5 y 3 m de longitud, son pinadas, y tienen pseudos peciolos de 50 – 60cm armados con espinas (aunque son menos numerosas que en otras especies del género)
El fruto es una drupa de color amarillo anaranjado ("dátil"), de 2 cm de longitud que contiene una sola semilla.